# Албаро Векио (Верона)
Албаро Векио (итал. Albaro Vecchio) је насеље у Италији у округу Верона, региону Венето.
Према процени из 2011. у насељу је живело 73 становника. Насеље се налази на надморској висини од 22 м.